# Heiliger Rock

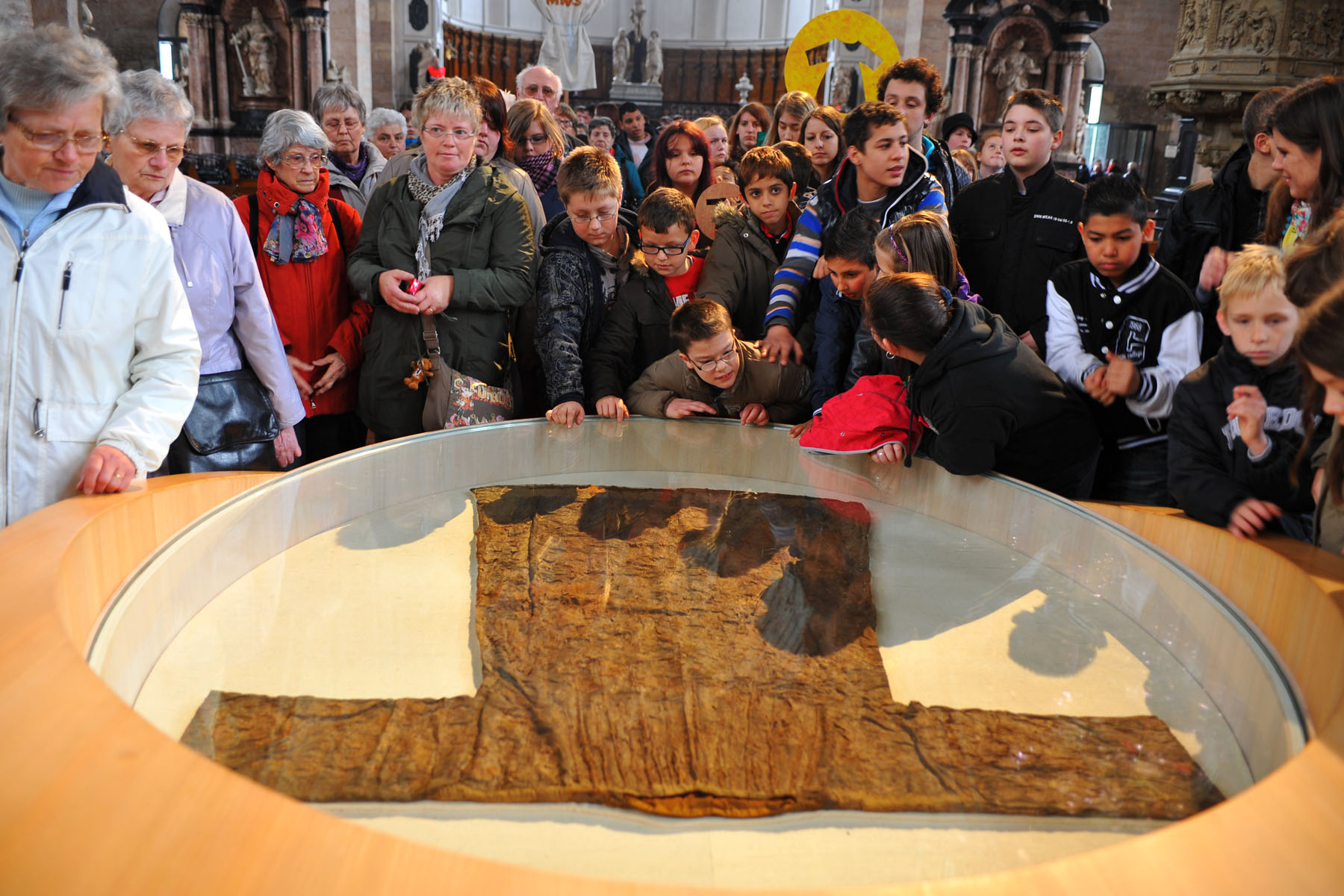
Der Heilige Rock im Trierer Dom während der Wallfahrt 2012

Der Heilige Rock ist eine Reliquie, die im Trierer Dom aufbewahrt wird und Fragmente der Tunika Jesu Christi enthalten soll. Seine wechselvolle Geschichte und seine mitunter ungünstigen Aufbewahrungsbedingungen führten 1973/74 zu einer textilarchäologischen Untersuchung, die jedoch Herkunft und Alter nicht genau bestimmen konnte.

## Legende
Nach dem Johannesevangelium sollten die Gewänder Jesu nach dessen Kreuzigung in vier Teile geteilt und unter den römischen Soldaten verteilt werden. Auch im Matthäusevangelium wird der Heilige Rock erwähnt (Mt 27,35 ). Das Untergewand (altgriechisch χιτών, Chiton, ein ärmelloses Unterkleid aus einem Stück Wolle) jedoch sei nicht geteilt, sondern einem der Soldaten zugelost worden, da es „von oben her ganz durchgewebt und ohne Naht“ war (Joh 19,23–24 ). Das Johannesevangelium stellt dies ausdrücklich als alttestamentliches Erfüllungszitat heraus und zitiert dazu den auch sonst in den neutestamentlichen Passionserzählungen wichtigen Ps 22,19 .
Der Überlieferung nach soll die hl. Helena, die Mutter Konstantins des Großen, den Heiligen Rock nach Trier gebracht haben. Dies behaupten Quellen des 12. Jahrhunderts, die im Zusammenhang mit der mittelalterlichen Trierer Kirchenpolitik und den damit verbundenen Herrschafts- und Machtansprüchen stehen.

## Geschichte

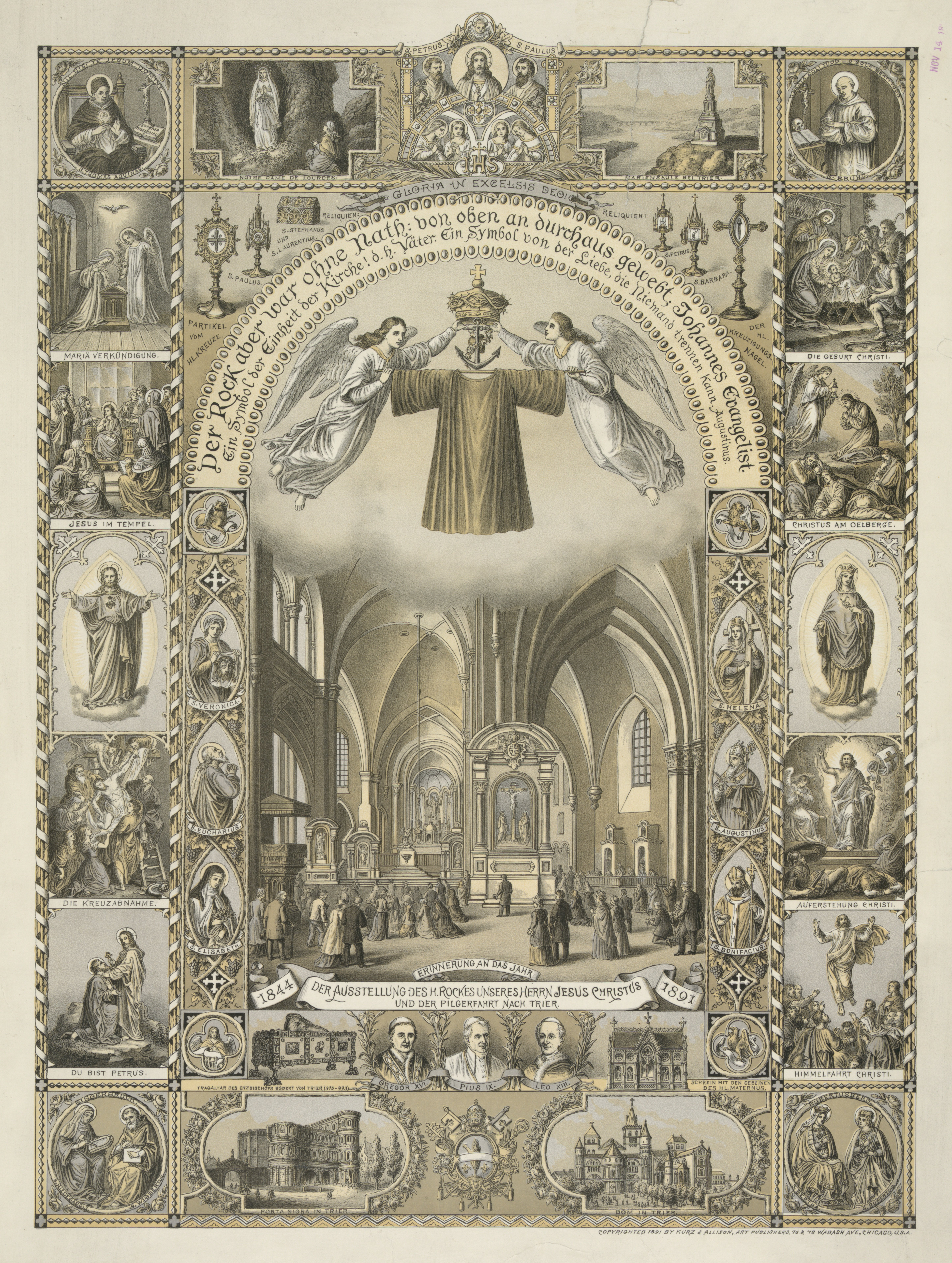
Erinnerung an die Wallfahrten 1844 und 1891, Darstellung von 1891

### Mittelalter
Urkundlich erwähnt wurde der Heilige Rock erstmals am 1. Mai 1196, als Erzbischof Johann I. den Hochaltar im neu errichteten Ostchor des Trierer Domes weihte und die Reliquie darin einschloss. Das Bistum Trier übertrumpfte mit diesem Fund die konkurrierende Abtei Prüm, die im Zusammenhang mit der Pippinschen Schenkung seit 752 im Besitz der Sandalen Christi war. Eine frühe literarische Erwähnung findet sich in dem um 1190 entstandenen Versepos Orendel.
In der Kaiserchronik, einer um 1140–1150 in Regensburg entstandenen Reimchronik, wird beschrieben, wie Helena den heiligen Rock zusammen mit anderen Reliquien nach Trier sandte.

### Frühe Neuzeit
Als Kaiser Maximilian I. anlässlich des Reichstags 1512 nach Trier kam, verlangte er, den Heiligen Rock zu sehen. Erzbischof Richard von Greiffenklau ließ in Anwesenheit des Kaisers sowie vieler Bischöfe und Prälaten den Altar öffnen.
Darüber schreibt Peter Maier, Sekretär des Kurfürsten: „In der Osterwochen ist vnss Hern Jhesu Cristi Rocke fonden. que (ut fertur) aliquantulum putrefacta et lacerata est. Cum una p[rec]iosissima cruce Aurea et aliis reliquiis notabilibus etc“ [„In der Osterwoche ist der Rock unseres Herrn Jesus Christus gefunden worden. Wie es heißt, war er ein wenig verschimmelt und zerrissen, zusammen mit einem sehr kostbaren goldenen Kreuz und anderen bemerkenswerten Reliquien.“]
Nach einem Gedächtnisgottesdienst für die verstorbene Gemahlin Kaiser Maximilians I. forderten die Bürger lauthals, dass ihnen der Rock gezeigt werde. Das Domkapitel ließ – so zeigen es zeitgenössische Holzschnitte – an der Westapsis des Domes eine Loggia errichten, von der aus ab dem 30. Juni mehrere sogenannte „Zeigungen“ stattfanden. Bis 1517 fanden dann jährlich Wallfahrten zum „Heiligen Rock“ nach Trier statt. Auf Anweisung Papst Leos X. sollten die Wallfahrten danach in Abstimmung mit den Aachener Heiligtumsfahrten erfolgen. So wurden die nächsten Termine im Siebenjahresrhythmus festgelegt: 1524, 1531, 1538 und 1545. Wegen kriegerischer Auseinandersetzungen und reformationsbedingter Unruhen wurde der Rhythmus zunächst ausgesetzt, dann eingestellt.
Der Heilige Rock wurde von 1628 bis 1794 mit einigen Unterbrechungen für insgesamt mehr als 140 Jahre auf der Festung Ehrenbreitstein bei Koblenz aufbewahrt. Dort stellte ihn am 4. Mai 1765 Bischof Johann IX. Philipp von Walderdorff feierlich aus und veranlasste eine Wallfahrt.

### 19. Jahrhundert
Der letzte Trierer Kurfürst Clemens Wenzeslaus nahm die Reliquie mit ins Exil nach Augsburg, sie kehrte erst 1810 wieder nach Trier zurück. Dort wurde sie nach der öffentlichen Zeigung gefaltet und in einen Metallbehälter gelegt, der von zwei weiteren Behältern umschlossen und in einen Hohlraum des Hochaltars des Domes gestellt wurde. Die Öffnung vermauerte man, gleiches erfolgte auch nach der Wallfahrt 1844.
Die Trierer Wallfahrt von 1844 war ein Massenereignis: In den 50 Tagen, die sie dauerte, strömte etwa eine halbe Million Menschen nach Trier, eine organisatorische Glanzleistung des Klerus. Von achtzehn Heilungswundern wurde berichtet. Gleichzeitig löste die Wallfahrt aber auch heftige Kritik an der katholischen Frömmigkeitspraxis aus, über die aufgeklärte Christen beiderlei Konfession öffentlich spotteten. Der katholische Priester Johannes Ronge empörte sich öffentlich, die Wallfahrt sei eine bewusste Täuschung ungebildeter und einkommensschwacher Menschen, denen bei der Reise ungerechtfertigte Entbehrungen abverlangt würden. Das von ihnen kassierte Opfergeld sei ein Geschäft mit dem Aberglauben der Menschen, Christus habe den Gläubigen bekanntlich seinen Geist, nicht seinen Rock hinterlassen. Für diese Äußerungen wurde Ronge exkommuniziert und in Folge entstand die deutschkatholische Bewegung, welche unabhängig von Rom sein wollte.
Vor der Wallfahrt 1891 wurde die Reliquie dem Altar entnommen und von Sachverständigen untersucht. Wegen des schlechten Zustandes entschloss man sich, das Gewebe der Vorderseite mit pflanzlichem Klebstoff („Gummi-Tragant“) zu behandeln, was zwar dem damaligen Kenntnisstand entsprach, aber eine irreversible Veränderung mit sich brachte, da sich der Klebstoff mit der Zeit braun verfärbte. Um den weiteren Zerfall zu verhindern, wurde der Heilige Rock nicht mehr im Hochaltar deponiert, sondern ein neugotischer Schrein angefertigt, in dem die Reliquie ungefaltet aufbewahrt werden konnte.

### 20. und 21. Jahrhundert
Nachdem die Reliquie lange Zeit in einem Raum des Kreuzgangs verwahrt worden war, befindet sie sich seit der letzten Restaurierung des Domes in den 1970er Jahren in der Anfang des 18. Jahrhunderts für sie errichteten barocken Heiltumskapelle. Deren ursprüngliche Konzeption sah vor, den Heiligen Rock in einem silbernen Reliquiar aufzubewahren, das so in das Retabel des Kapellenaltars eingesetzt wurde, dass man es durch die Einblicksöffnung in die Kapelle vom Mittelschiff des Domes aus sehen konnte. Da der Heilige Rock aus konservatorischen Gründen aber nur noch liegend aufbewahrt werden darf, befindet er sich heute in dem aus dem 19. Jahrhundert stammenden Schrein, der innerhalb einer künstlerisch gestalteten Glasvitrine steht. Diese schützt ihn vor Beschädigungen und ist klimatisiert, um den weiteren Zerfall der durch ungünstige Bedingungen bei der Aufbewahrung in den vergangenen Jahrhunderten stark geschädigten Reliquie zu verhindern: das Klima darf einerseits nicht zu feucht sein, da sonst Schimmelbefall auftreten könnte, andererseits aber auch nicht zu trocken, damit der 1891 aufgebrachte Klebstoff nicht weiter verhärtet.
In längeren Abständen wird der Schrein geöffnet und der Zustand der Reliquie überprüft; diese Überprüfungen finden in kleinem Kreis unter Beteiligung des Domkapitels, des Trierer Bischofs und Fachleuten für Textilkonservierung statt. Nach der jeweiligen Prüfung wird der Schrein wieder verschlossen und mit den Siegeln des Trierer Bischofs und des Domkapitels versiegelt. Wegen des schlechten Zustands des Gewebes konnte die alte Tradition, den Heiligen Rock hängend (und damit für die Gläubigen von weitem sichtbar) zu zeigen, zuletzt 1959 befolgt werden, als man das Gewebe zwischen zwei Glasplatten eingespannt hatte. 1996 und 2012 (das Jahr der letzten Wallfahrt zum „heiligen Rock“) wurde die Reliquie daher in eine Vitrine gelegt, an der die Pilger vorbeizogen. Früher war es auch üblich, dass Gläubige Berührungsreliquien gewinnen oder den Heiligen Rock berühren durften, was heute aber nicht mehr möglich ist. Bei den jährlich stattfindenden Heilig-Rock-Tagen wird die normalerweise verschlossene Heiltumskapelle geöffnet, sodass die Besucher bis zu der Vitrine mit dem geschlossenen Schrein gelangen können.

### Protestantische Kritik
Die Reformation übte massive Kritik an Reliquienverehrung und Wallfahrten, insbesondere auch an den Wallfahrten zum Heiligen Rock in Trier. Der Genfer Reformator Johannes Calvin äußerte sich 1543 in seiner „Abhandlung über die Reliquien“ (Traité des reliques): „Anstatt Jesus Christus in seinen Worten, in seinen Sakramenten und den geistlichen Bezeugungen seiner Gnade zu suchen, ergötzt sich die Welt auf ihre Art an seinen Gewändern, Hemden und Umhängen.“ Martin Luther äußerte sich in seiner Schrift „Warnung an die lieben Deutschen“ aus dem Jahre 1546 im Rückblick auf die Wallfahrt des Jahres 1545: „Wie ist man gelaufen zu den Wallfahrten! […] Was thät allein die neue Bescheißerei zu Trier, mit Christus Rock? Was hat hie der Teufel großen Jahrmarkt gehalten in aller Welt, und so unzählige falsche Wunderzeichen verkauft? […] Und das noch das Allerärgest ist, daß sie die Leute hiemit verführet und von Christo gezogen haben, auf solche Lügen zu trauen und bauen […].“

## Material
Der Zustand der Reliquie ist heute nur schwer zu bestimmen. Das eigentliche Gewebe ist mit verschiedenen Stoffschichten umgeben worden, da man sich anlässlich von Zeigungen zu Ausbesserungen und Schutzmaßnahmen gezwungen sah. Die Stoffe sind unterschiedlichen Alters und teilweise beschädigt, fragmentiert oder zusammengeklebt. Den Kern bildet ein lückenhafter Faserstoff, über dessen Form und Zusammensetzung Unklarheit besteht.
Eine kirchliche Untersuchungskommission, an der als Experten die Kleriker Alexander Schnütgen und Stephan Beissel teilnahmen, hielt 1890 das bräunliche Material für „Linnen oder Baumwolle“.
Das Bistum Trier beschreibt den Zustand der Reliquie unter Berufung auf die Expertise von Mechthild Flury-Lemberg, Textilhistorikerin aus Bern, auf seiner Webseite 2012 wie folgt:

„Die durchgehenden Stofflagen des Vorderteils der Tunika bestehen heute, von innen nach außen gesehen, aus rotbraunem Seidensatin, aus bräunlichem Tüll und aus grünlichem Taft. Dieser Taft verfügt über eine Auflage von alten Stofffragmenten, die durch Gummitragant verbunden sind. Der Rückenteil besteht aus rotbraunem Seidensatin, bräunlichem Tüll, feiner Seidengaze, einer Filzschicht, grünlicher Taftseide, einer weiteren Filzschicht und Seidengaze. Es ist davon auszugehen, daß die Wollfasern, die heute einen teils zusammenhängenden, teils zerbröckelnden Filz bilden, das Kerngewebe darstellen. Dessen Alter kann nicht mehr genau bestimmt werden. Insgesamt hat das Gewand seine textile Oberfläche vollkommen verloren.“

## Wallfahrten

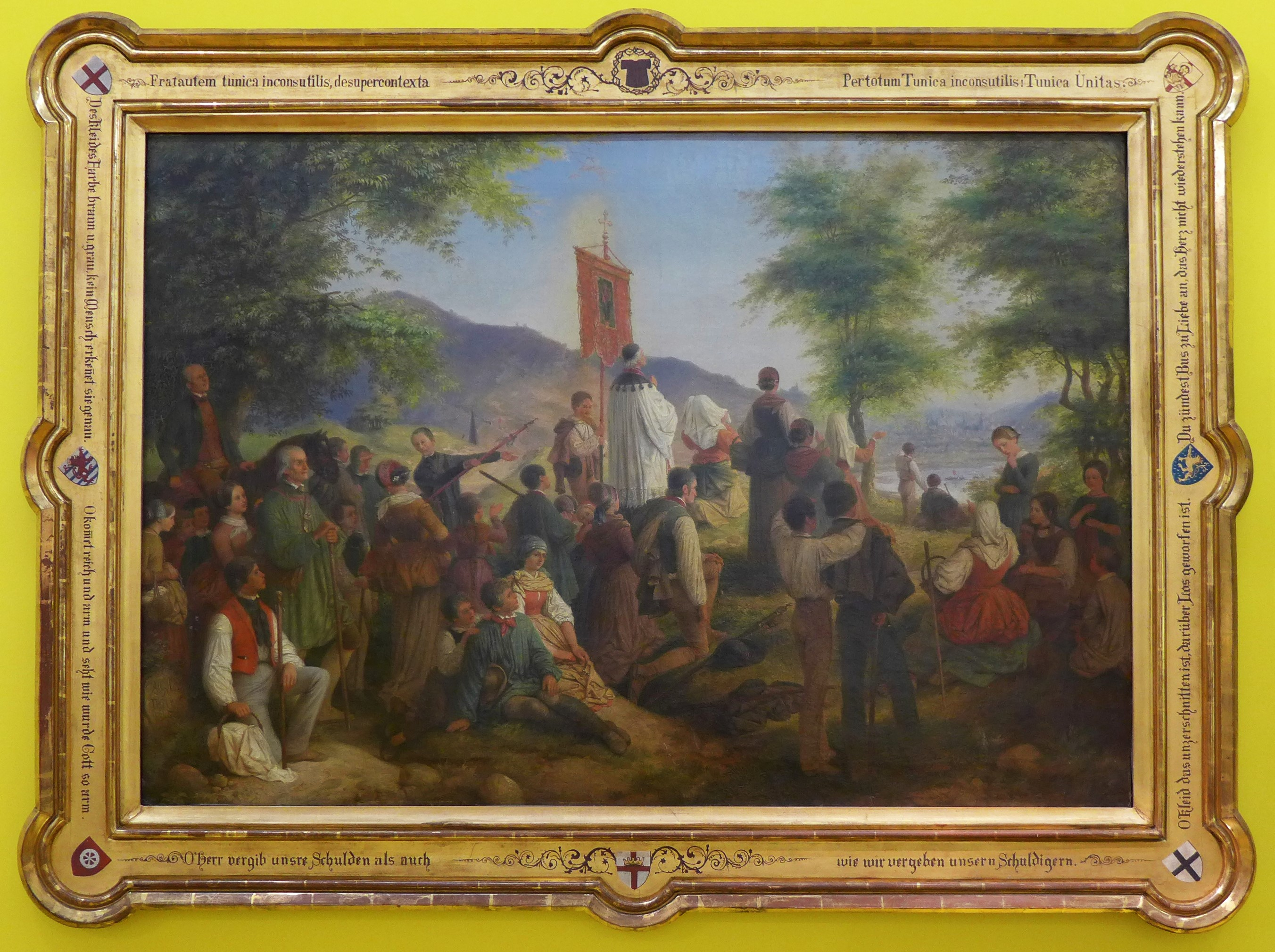
Wallfahrt zum Heiligen Rock im Jahr 1844, Gemälde von August Gustav Lasinsky, 1847, Stadtgeschichtliches Museum Trier im Simeonstift, Inventarnummer III, 67

Logo der Heilig-Rock-Wallfahrt 2012

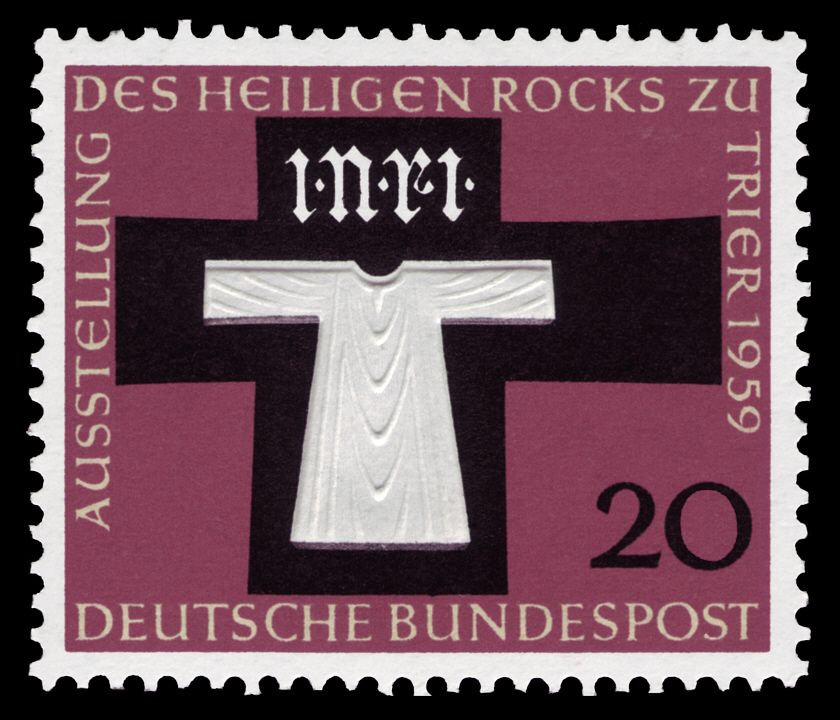
20-Pfennig-Sondermarke der Deutschen Bundespost (1959) zur Ausstellung 1959

Wallfahrten zum ausgestellten Heiligen Rock fanden bisher in den Jahren 1512, 1513, 1514, 1515, 1516, 1517, 1524, 1531, 1538, 1545, 1655, 1765 (Kurfürstliche Residenz Ehrenbreitstein), 1810, 1844, 1891, 1933, 1959, 1996 und 2012 statt. Fanden die Zeigungen anfangs regelmäßig und in kürzeren Abständen statt, wurden später längere und unregelmäßige Abstände üblich.
Im Jahre 1810 wurde der Heilige Rock anlässlich seiner Rückführung aus Augsburg 18 Tage lang ausgestellt und von über 220.000 Pilgern verehrt. Zur Trierer Wallfahrt von 1844 kamen in den sieben Wochen über eine Million Pilger. Diese Zeigung führte zu heftigen öffentlichen Debatten. Sie war Auslöser für Otto von Corvins antiklerikales Buch Pfaffenspiegel und Rudolf Löwensteins Spottgedicht Freifrau von Droste-Vischering zum heil’gen Rock nach Trier ging im Kladderadatsch. Der Priester Johannes Ronge schrieb in einem Protestbrief an den Trierer Bischof, Wilhelm Arnoldi, die meisten Pilger seien nur einfache Leute, „aus den niedern Volksklassen, ohnehin in großer Armut, gedrückt, unwissend, stumpf, abergläubisch und zum Theil entartet“. Die Wallfahrt zu der Reliquie bezeichnete er als „Götzendienst“. Das führte zu seiner Exkommunikation und zur deutschkatholischen Bewegung.
Im Jahre 1891 wurde in Pressemeldungen in Rom, Paris, London und Kairo über die Trierer Heilig-Rock-Wallfahrt, die Bischof Michael Felix Korum ausrief, geschrieben. Die Wallfahrt war zu einem kirchlichen Ereignis internationalen Ranges geworden. Es kamen fast zwei Millionen Pilger.
1933 fand anlässlich des Heiligen Jahres die Ausstellung, die unter der baulichen Leitung des Dombaumeisters Julius Wirtz stand, des Heiligen Rocks unmittelbar nach Abschluss des Reichskonkordats vom 23. Juli bis zum 8. September statt. Über zwei Millionen Pilger sahen die Reliquie. Als vom 19. Juli bis zum 20. September 1959 der Heilige Rock ausgestellt wurde, sahen ihn 1,8 Millionen Pilger. 1996 brachte die Wallfahrt unter dem Motto „Mit Jesus Christus auf dem Weg“ rund 700.000 Pilger nach Trier.
Seit 1996 veranstaltet das Bistum Trier zudem jährlich „Heilig-Rock-Tage“, zehntägige Veranstaltungen in der Art eines regionalen Katholikentags. Der Heilige Rock wird dabei nicht ausgestellt, jedoch können Besucher des Trierer Domes während der Heilig-Rock-Tage die Heiligtumskammer begehen, in deren Mitte sich der Schrein mit der durch mehrere Schichten Glas und Holz gesicherten Reliquie befindet. 2011 entfielen die Heilig-Rock-Tage. Stattdessen begann ab dem 6. Mai 2011 das Jahr der geistlichen Vorbereitung für die Wallfahrt im Jahr 2012.
Anlässlich des 500. Jahrestages der ersten Zeigung des Heiligen Rockes auf dem Reichstag zu Trier 1512 fand vom 13. April bis 13. Mai 2012 die Heilig-Rock-Wallfahrt 2012 statt, die unter dem Motto „Und führe zusammen, was getrennt ist“ zahlreiche Pilger nach Trier einlud. Das Motto der Wallfahrt war dem „kleinen Pilgergebet“ entnommen, das seit 1959 fester Bestandteil des Gebetsgutes der Trierischen Kirche ist.
Am Nachmittag des 13. April wurde während eines Pontifikalamtes im Hohen Dom zu Trier unter Leitung des päpstlichen Gesandten Kurienkardinal Marc Ouellet, der eine Botschaft Papst Benedikts XVI. überbrachte, der Schrein des Heiligen Rocks feierlich enthüllt, der bis zum Abend des 13. Mai öffentlich zugänglich war. Bis zum Ende der Wallfahrt fanden etwa 550.000 Pilger den Weg nach Trier. Wann die nächste Heilig-Rock-Wallfahrt stattfinden wird, ist ungewiss. Spekuliert werden kann über 2033, das 2000. Jahr der Kreuzigung und Auferstehung Jesu Christi.
Wegen des Mottos der Wallfahrt lud der damalige Trierer Bischof, Hermann Josef Spital, 1996 den damaligen Präses der Evangelischen Kirche im Rheinland, Peter Beier, ein, sich gemeinsam auf den Weg zu machen. Präses Beier nahm die Einladung an und dichtete sogar ein Pilgerlied für die Heilig-Rock-Wallfahrt.
Für die Zeigung 2012 verzichtete der Bischof von Trier, Stephan Ackermann, darauf, in Rom die Genehmigung eines Ablasses zu erbitten, um evangelischen Christen die Teilnahme an der Heilig-Rock-Wallfahrt zu erleichtern. So hat sich auch die Evangelische Kirche im Rheinland auf vielfältige Weise an der Heilig-Rock-Wallfahrt 2012 beteiligt.

## Rezeption
- Die Pfarrkirche Maria Himmelfahrt in Koblenz wurde 1959 auf dem Grundriss des Heiligen Rocks errichtet.

## Ähnliche Reliquien anderswo
Auch im georgischen Mzcheta, einem Ort in der Nähe von Tiflis, wird in der orthodoxen Swetizchoweli-Kathedrale eine Reliquie verehrt, die als Gewand Christi angesehen wird.